# Parascyphus simplex
Parascyphus simplex is een hydroïdpoliep uit de familie Thyroscyphidae. De poliep komt uit het geslacht Parascyphus. Parascyphus simplex werd in 1816 voor het eerst wetenschappelijk beschreven door Lamouroux. 